# Omloop van het Houtland 1972
L'Omloop van het Houtland 1972, ventottesima edizione della corsa, si svolse il 28 settembre 1972 su un percorso con partenza e arrivo a Lichtervelde. Fu vinto dal belga Patrick Sercu della Dreher davanti ai suoi connazionali Tony Gakens e Jaak De Boever.

## Ordine d'arrivo (Top 10)
| Pos. | Corridore         | Squadra                | Tempo |
| ---- | ----------------- | ---------------------- | ----- |
| 1    | Patrick Sercu     | Dreher                 |       |
| 2    | Tony Gakens       | Goldor-Ijsboerke       |       |
| 3    | Jaak De Boever    | Bic                    |       |
| 4    | Marc Lievens      | Molteni                |       |
| 5    | Gérard Moneyron   | Gan-Mercier-Hutchinson |       |
| 6    | Willy Scheers     | Goldor-IJsboerke       |       |
| 7    | Jean-Pierre Genet | Gan-Mercier-Hutchinson |       |
| 8    | Alfons Scheys     | Goldor-IJsboerke       |       |
| 9    | August Herijgers  | Goldor-IJsboerke       |       |
| 10   | Willy Planckaert  | Goldor-IJsboerke       |       |